# Rumex hydrolapathum
Rumex hydrolapathum Huds. es una especie de plantas  del género Rumex, familia de las poligonáceas.

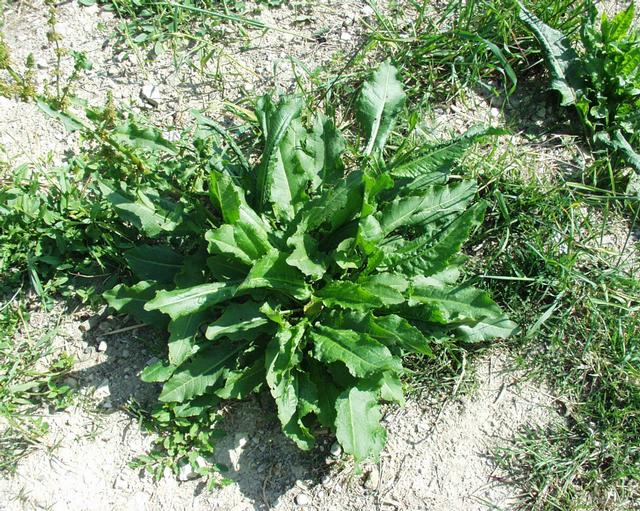
Roseta.

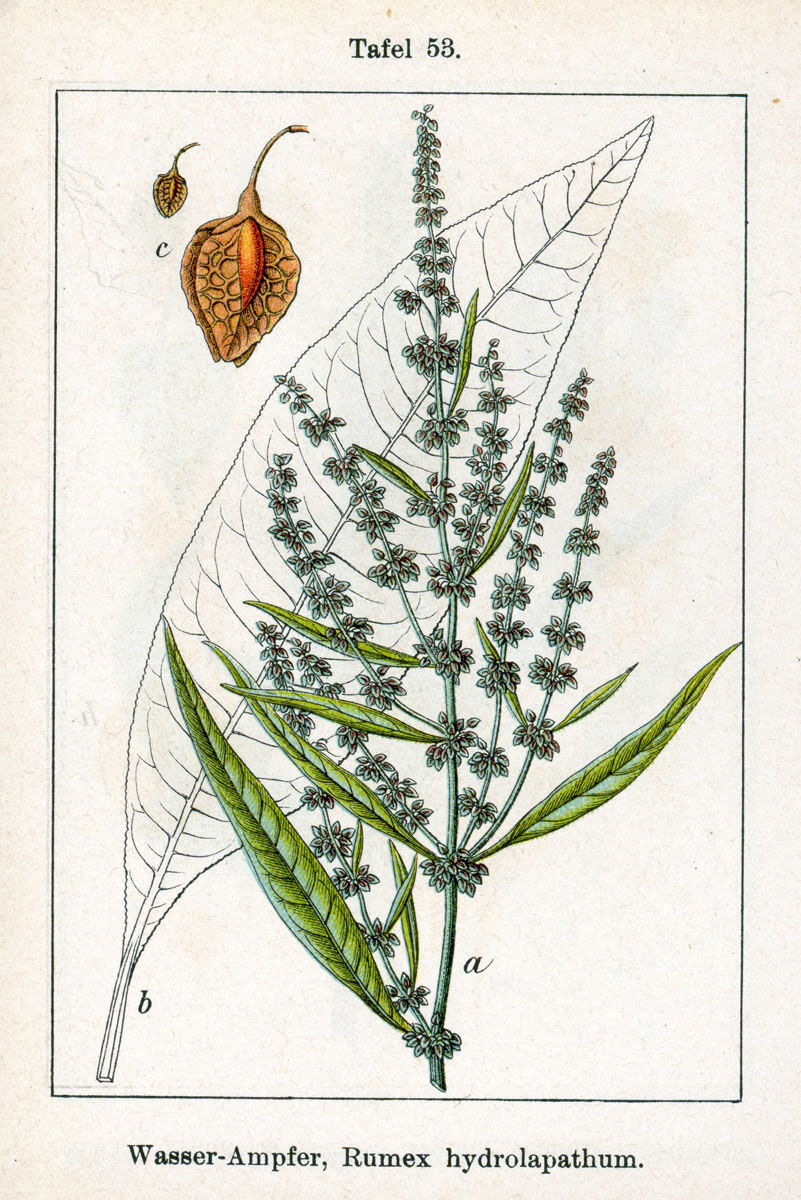
Ilustración

## Distribución y hábitat
Son nativas de los carrizales de los humedales y de los bancos de Europa y de Asia Occidental, es decir, tienen una distribución eurosiberiana.

## Descripción
Es una hierba hidrófita. Es la más alta del género, con tallos de flores de una altura de 1,5-2 m, su tamaño es de unos 1-3 metros en total.
Su floración se da de junio a septiembre. Las flores están dispuestas en los verticilos de densos racimos ramificados al final de los tallos. Como la mayoría de las especies del género, las flores son rojas al final del verano, pero se oscurecen, cuando las semillas maduran.
Tiene su propio escarabajo, Gastrophysa viridula, así como un gorgojo de color rojo brillante, Apion miniatum.

## Medicina popular
Se frotan las hojas por la piel para aliviar el dolor de ortigas urticantes.

## Taxonomía
Rumex hydrolapathum fue descrita por   William Hudson  y publicado en Flora Anglica, Editio Altera 154. 1778.
Etimología
Rumex: nombre genérico que deriva del latín rŭmex, rumǐcis, ya recogido en Plinio el Viejo para designar el género en su época (quod... appellant,  nostri vero rumicem, alii lapathum canterinum - que nosotros (los latinos) llamamos rumex, y otros lapathum canterinum) (XX, 85).
Sinonimia
- Rumex lugdunensis Gand.
- Rumex chabertii Gand.
- Rumex britannicus Huds.
- Rumex aquaticus L.
- Rumex acutus Wahlenb.
- Lapathum rivale Renault
- Lapathum giganteum Opiz
- Rumex maximus C.C.Gmel. nom. illeg.
- Rumex macrophyllus St.-Lag. in Cariot nom. illeg.
- Rumex aquaticus subsp. hydrolapathum (Huds.) Bonnier & Layens
- Rumex antiscorbuticus Salisb. nom. illeg.
- Lapathum palustre Bubani nom. illeg.
- Lapathum hydrolapathum (Huds.) Scop.[2]

## Nombres comunes
Castellano: hidrolápato, hidrolápato mayor, lápato acuático, paciencia mayor, romaza, romaza acuática, romaza mayor, romaza medicinal.